# Assassinatos de Mitsero
Os assassinatos de Mitsero foram uma série de assassinatos cometidos por Nikos Metaxas, um oficial do exército da Guarda Nacional Cipriota, entre setembro de 2016 e agosto de 2018. Cinco das sete vítimas eram mulheres estrangeiras que ele conheceu no site de encontros online Badoo. As duas outra vítimas eram crianças, filhas de duas das suas vítimas adultas.
Os restos mortais das suas vítimas foram encontrados durante um período de três meses em 2019. Cheias exceptionalmente fortes em abril levaram à descoberta da sua primeira vítima, Mary Rose Tiburcio, numa mina perto da vila de Mitsero. Outro corpo foi rapidamente descoberto num campo de tiro em Orounta. Três outras vítimas foram enfiadas em malas e largadas perto de Mitsero no Lago Vermelho. O último corpo, o da filha de seis ano de Tiburcio, Sierra, foi encontrado no Lago Memi perto de Xyliatos.
Depois de ser considerado suspeito, várias mulheres o acusaram de crimes como estupro, e ele foi formalmente acusado de adulteração de provas e obstrução de justiça; no entanto, provas críticas para estas acusações ou foram destruídas ou perdidas. Metaxas disse aos investigadores que ele tinha estrangulado duas das suas vítimas e as suas filhas porque ele suspeitava que as mulheres estavam a planear "prostituir" as filhas, e ele queria castigar as mulheres e "libertar" as crianças. Ele declarou-se culpado a 24 de junho e recebeu sete prisões perpétuas, a maior sentença já dada na história Cipriota.
Os assassinatos despertaram críticas à Polícia de Chipre, incluindo pelo então Presidente cipriota Nicos Anastasiades, devido à atitude de indiferença da força quanto aos desaparecimentos iniciais das vítimas. Como resultado, o Ministro da Justiça Ionas Nicolaou demitiu-se e o chefe da polícia Zacharias Chrysostomou foi demitido. Desde julho de 2019, uma investigação quanto ao tratamento da Polícia de Chipre do caso foi iniciada.

## Vítimas
Metaxas confessou pelo assassinato de cinco mulheres e duas crianças, todas estrangeiras. Todas as adultas eram trabalhadoras migrantes. Pelo menos quatro corpos foram largados em lagos, e dois foram encontrados numa mina abandonada. As primeiras vítimas pensam-se ser Livia Florentina Bunea, uma mulher romena de 36 anos, e Elena, a sua filha de oito anos, ambas mortas em setembro de 2016. Dois corpos decompostos, que a polícia acredita serem de Bunea e a sua filha, foram encontrados enfiados em malas e largados num lago tóxico. Uma terceira mala que se acredita conter o corpo de Maricar Valtez Arquiola, uma mulher filipina de 31 anos que desapareceu em dezembro de 2017, ainda não foi encontrado. A filipina Mary Rose Tiburcio, uma trabalhadora migrante, foi a última mulher a ser morta mas o primeiro corpo a ser encontrado; o seu corpo foi descoberto numa mina abandonada a 14 de abril de 2019 por um turista alemão.
Três corpos foram encontrados nus, amarrados, e enrolados em lençóis. A polícia acredita que os corpos são das duas trabalhadores migrantes filipinas e possivelmente de uma mulher nepalesa, cujo corpo foi encontrado num campo de tiro do exército por investigadores. O corpo de Sierra Graze Seucalliuc, uma rapariga filipina de seis anos, foi encontrada num lago a 12 de junho de 2019. Ela desapareceu com a sua mãe, Mary Rose Seucalliuc, em maio de 2018.

## Assassino
Nico Metaxas (em grego:  Νίκος Μεταξάς; nascido em 1984) é um antigo oficial grego-cipriota do exército que confessou pelos assassinatos de Mitsero. Ele foi sentenciado pelo Tribunal Supremo de Chipre a sete prisões perpétuas.

## Desfecho
As autoridades cipriotas enfrentarama acusações de não investigarem completamente os relatos quando as mulheres inicialmente foram dadas como desaparecidas, o que mais tarde resultou no despedimento do chefe da polícia do país, Zacharias Chrysostomou, como também na demissão do Ministro da Justiça, Ionas Nicolaou.
O empresário cipriota Stelios Haji-Ioannou, fundador da empresa de aviação britânica EasyJet, anunciou que iria doar €10,000 a cada parente próximo de cada vítima. Em julho de 2019, ele não foi capaz de contactar os parentes de duas das vítimas, e disse que iria doar o resto do dinheiro ao filho de oito anos e à filha de seis anos de Metaxa para as suas educações.